# Burg Altenschwand
Die  abgegangene Burg Altenschwand befand sich in dem gleichnamigen Ortsteil der oberpfälzischen Gemeinde Bodenwöhr im Landkreis Schwandorf von Bayern. Die Burgstelle ist als Bodendenkmal Nummer D-3-6739-0002: „Mittelalterlicher Burgstall“ geschützt. Unmittelbar östlich schließt sich zwischen diesem Denkmal und der Kreisstraße SAD 18 ein weiteres Bodendenkmal mit der Nummer D-3-6739-0003: „Verebneter mittelalterlicher Turmhügel“ an.

## Geschichte
In der ersten Hälfte des 11. Jahrhunderts besaß das Kloster Sankt Emmeram den locus Suuant (schwenden = urbar machen) in dieser Gegend. Nach dem Tode des Pettendorfers Friedrich  III. († um 1119) übergab dessen Schwiegersohn Otto von Wittelsbach dem Bamberger Bischof Otto I. diese Besitzungen zur Gründung eines Klosters in Ensdorf. Dieses Kloster wurde von Bischof Otto auch mit Teilen des Reichsforstes ausgestattet, den Kaiser Heinrich II. dem Bistum Bamberg geschenkt hatte. Anfang des 13. Jahrhunderts hat ein Seyfridus de Pettendorf dem Kloster Ensdorf das prädium Swante übergeben. 
1210 erscheint in einer Urkunde des Klosters Ensdorf ein Fridericus de Swante als Zeuge und vermutlich als Ministeriale der Herren von Pettendorf. 1306 besaß auch das Kloster Reichenbach am Regen eine curia in Swantt. 1370 verfügte Eberhard der Hofer über den Sitz Swantt (= Altenschwand). Ihm folgt Anfang des 15. Jahrhunderts ein Peter Urssenpeck auf der Veste Schwandt nach. Dieser überließ den Sitz leihweise seinem Schwiegersohn Ulrich Hawczendorffer. Nach dessen Tod war hier wieder der Peter Urssenpeck ansässig. Am 19. April 1448 veräußern dieser, sein Sohn Jörg und seine Tochter Anna die Veste Allten Geswant mit allen Pertinenzen dem Schwandorfer Pfleger Hanns Vingerlein. Dieser vererbt den Sitz  seinem Sohn Georg, der zwischen 1518 und 1522 mit Altenschwand immatrikuliert wird. Dessen Sohn Sebastian veräußert den Besitz an den Bernhard Stöckel zu Eslarn. Bei dieser Besitzübergabe ist ein genaues Verzeichnis über alle mit der Veste verbundenen Einnahmen gemacht worden. 
Am 3. April 1536 ging die Feste an Jobst von Thondorff über, der sie aber bereits sechs Monate an Kurfürst Ludwig V. und Pfalzgraf Friedrich verkauft. Seit dieser Zeit gehörte Altenschwand zu dem pfälzischen Amt Neunburg vorm Wald. 
Eine Differenzierung in Alten- und Neuenschwand kommt erstmals in dem Regensburger Pfarrverzeichnis von 1438 zum Ausdruck. Der Großteil des Dorfes Neuenschwand war aber nach Bodenstein zinspflichtig und folgt in der Besitzgeschichte dem Schloss Bodenstein. Die Vogtei über Neuenschwand war ein Lehen des Klosters St. Emmeram und wurde als solches bis zur Säkularisation 1803 vergeben. Am 1. Mai 1978 wurde Altenschwand in die Gemeinde Bodenwöhr eingegliedert. Bodenwöhr gehörte bis 1921 zur eigenständigen Gemeinde Neuenschwand. 1921 änderte sich die Bezeichnung „Gemeinde Neuenschwand“ in „Gemeinde Bodenwöhr“. 
Die Veste Altenschwand befand sich in der Ortsmitte von Altenschwand bei der Filialkirche St. Nikolaus. Aufgehendes Mauerwerk ist  nicht mehr vorhanden. 

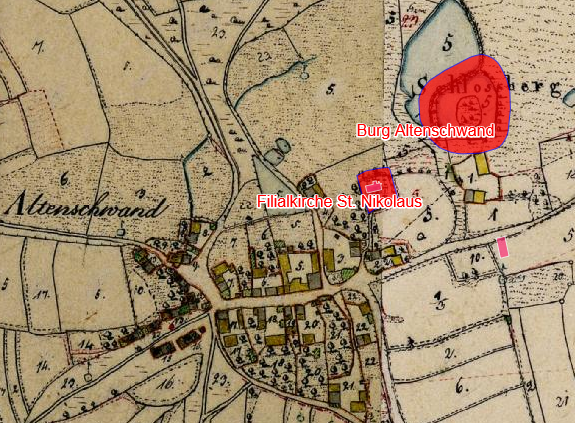
Lageplan von Burg Altenschwand auf dem Urkataster von Bayern

## Beschreibung
Die heute nur noch als Burgstall erhaltene Burganlage gehörte zum Typus der Wasserburgen. Sie lag rund 100 bis 175 Meter nordöstlich der katholischen Filialkirche St. Nikolaus von Altenschwand in einer flachen Talmulde am Rand des Ortes. Neben der Wasserburg befand sich noch eine weitere Burg im Ort, diese Turmhügelburg schließt sich unmittelbar östlich an das Gelände der Wasserburg an, und ist heute völlig verebnet. Von der Wasserburg Altenschwand hat sich nur ein an der Südostecke der Anlage gelegener Wallrest erhalten, dieser ist noch rund zwei Meter hoch und etwa fünf Meter breit. Weitere bauliche Überreste der einst mit Wall und Wassergraben umzogenen Anlage haben sich nicht erhalten, der Wassergraben ist gänzlich zugefüllt, die Burgstelle durch die Anlage eines Fischweihers stark gestört.